# Шоџиро Сугимура
Шоџиро Сугимура (јап. 杉村 正二郎; 4. април 1905 — 15. јануар 1975) био је јапански фудбалер.

## Каријера
Током каријере играо је за Васеда ВМВ.

## Репрезентација
За репрезентацију Јапана дебитовао је 1927. године.

## Статистика
| Јапан  | Јапан | Јапан |
| Год.   | Ута.  | Гол.  |
| ------ | ----- | ----- |
| 1927   | 1     | 0     |
| Укупно | 1     | 0     |